# Vampyronassa rhodanica
Vampyronassa rhodanica (лат.) — вид вымерших головоногих моллюсков из отряда вампироморфов (Vampyromorpha), единственный в составе рода Vampyronassa. Известно 20 ископаемых образцов этого вида из отложений юрского периода (165—164 млн лет назад) La Voulte-sur-Rhône, Ардеш (Франция).
Он отличается от современного адского вампира более длинной первой парой рук, более развитой воронкой и более вытянутой мантией.